# Последняя фантазия: Духи внутри
«Последняя фантазия: Духи внутри» (англ. Final Fantasy: The Spirits Within) — полнометражный научно-фантастический компьютерный анимационный фильм 2001 года, созданный студией Square Pictures под руководством Хиронобу Сакагути. Главные роли озвучили Минг-На, Алек Болдуин и Дональд Сазерленд.
Фильм основан на серии компьютерных игр Final Fantasy, хотя не связан напрямую ни с одной игрой серии. Его действие происходит в близком будущем, на постапокалиптической Земле, захваченной таинственными инопланетянами-фантомами. Ученые Аки Росс и доктор Сид пытаются собрать восемь «духов», присущих живым существам Земли, чтобы с их помощью противостоять фантомам.
Это первый полнометражный фильм, полностью построенный на использовании фотореалистичных образов людей — все его персонажи смоделированы с помощью компьютерной анимации. Он также стал одним из самых громких кассовых провалов в истории кинематографа, при бюджете свыше 130 миллионов долларов США собрав лишь 85 миллионов. Фильм был выпущен на экраны 13 июля 2001 года в США и 1 ноября в России.

## Сюжет
Действие происходит в 2065 году. После того как на Землю упал метеорит, стали проявляться странные смерти — люди и животные просто падали на месте без видимой причины. Вскоре стало известно, что причиной смертей являются фантомы, оказавшиеся на Земле вместе с метеоритом. Остатки человечества срочно эвакуировались на околоземную орбиту. После долгих исследований в области энергетического обмена людям удалось разработать биотехнологии, основанные на энергии духа, помогающие противостоять призракам, и удалось оживить ограниченные районы нескольких городов мира — Нью-Йорка, Лондона, Парижа, Москвы. Они были закрыты энергетическими щитами, способными противостоять фантомам. Вскоре было разработано и оружие, основанное на той же энергии. Дальнейшие разработки в этой области привели к тому, что учёные под руководством доктора Сида, основоположника технобиоэнергетики, предложили гипотезу, названную по имени древнегреческой богини земли Геи и состоящую в том, что планета обладает собственной душой, и души всех живых существ приходят из этого духа и возвращаются к нему, обогащая его своим опытом (Гипотеза Геи).
Очевидная часть сюжета состоит в противостоянии учёных и военных на фоне любви главных героев. Аки Росс, прекрасный учёный, была заражена инопланетным фантомом и только благодаря работам доктора Сида смогла выжить и продолжить разработку способа нейтрализации фантомов. Для этого необходимо собрать биоэнергетическую «волну» из восьми особых духов-источников, поисками которых она и занимается. Когда об этом узнал Совет Земли, главнокомандующий вооружёнными силами Земли генерал Хейн приказывает влюблённому в Аки капитану Грею Эдвардсу, командиру отряда Deep Eyes, следить за ней, а при первых признаках контроля фантомом её сознания — арестовать и доставить для дальнейшего «изучения».
Желая побудить Совет Земли к применению орбитального биоэнергетического орудия «Зевс», генерал Хейн решился на отчаянный поступок и ослабил на время защиту одного из секторов Нью-Йорка. Но никто не был готов к тому, что фантомы сумеют пробраться к центру управления энергией по энерговоду и вывести его из строя. Включить защиту снова не удалось, и город в считанные минуты был уничтожен фантомами. Пытаясь выбраться из города вместе с учёными на их космическом челноке, погибают все члены отряда Deep Eyes, кроме Грея.
Доктор Сид расширяет район поисков последнего восьмого духа, включив логово фантомов — кратер, куда упал осколок планеты фантомов, так как до сих пор его не искали лишь там. Обнаружив восьмого духа и придя к выводу, что восьмой дух — фантом, Сид и Аки голосуют за спуск в логово фантомов. Несмотря на мнение Грэя, что это «билет в один конец», он сопровождает Аки. Но в это время Хейн включает «Зевс» и уничтожает восьмого духа.
Выстрелы «Зевса» пробуждают дремлющий дух чужой планеты, его ожившие «щупальца» ударяют по подвесному аппарату, в котором находятся Аки и Грэй, и отрывают его от корабля. Они оказываются в глубине кратера и в провале обнаруживают Гею, подтвердив теорию доктора Сида. Затем Аки получает нового восьмого духа (он сам находит её; вопрос о том, откуда взялся этот новый восьмой дух является краеугольным камнем неочевидной части сюжета фильма).
Аки и Грею удаётся вывести завершённую волну против фантомов на защитный экран подвесного аппарата, и все чудища вокруг начинают рассыпаться в сияющую пыль, но в этот момент одержимый уничтожением фантомов генерал Хейн снова открывает огонь из пушки «Зевс» по кратеру. Подвесной аппарат Аки и Грея падает ещё глубже и разбивается, станция «Зевс» также разрушается от перегрузки реактора.
Дух чужой планеты через дыру в земле, пробитую пушкой «Зевс», сползает к Гее и начинает поглощать её. Раненый Грей жертвует собой, передавая через себя собранную Аки смертельную для фантомов волну в их средоточие. Несчастные души призраков наконец-то гибнут, Земля свободна, Гея спасена. Аки Росс с телом Грея поднимается на поверхность в рассвет. Высоко в небесах над ледяными пустошами парит орёл — ждавший, пока на Землю вернётся жизнь…

## Роли озвучивали
- Минг-На Вен — Аки Росс
- Болдуин, Алек — капитан Грэй Эдвардс
- Сазерленд, Дональд — доктор Сид
- Джеймс Вудс  — генерал Хэйн
- Пери Гилпин — Джейн Праудфут
- Бушеми, Стив — Нейл Флеминг
- Рэймс, Винг — Рейн Уайтакер
- Мэтт МакКензи[англ.] — майор Эллиот[англ.]

## Производство
Создавался фильм в Maya.
Для работы над фильмом использовалось четыре сервера SGI Origin 2000, четыре системы Onyx2 и 167 рабочих станций Octane. Рендеринг выполнялся на специально разработанной рендер-ферме, состоящей из 960 рабочих станций с процессорами Pentium III 933 МГц. Рендер-ферма была сделана компанией Square Pictures, находящейся на Гавайях. К концу работы над фильмом запланированный бюджет был превышен.
Перед выходом фильма компания Square предполагала появление виртуальной актрисы Аки Росс в других фильмах и даже её взаимодействие с реальными актёрами. Вскоре после выхода фильма Аки Росс стала первым компьютерным персонажем, попавшим в «горячую сотню» мужского журнала Maxim.

## Отзывы
Несмотря на значительный бюджет в $ 137 млн (из которых $ 30 млн было потрачено на маркетинг), фильм «Последняя фантазия» провалился в прокате, собрав сумму в $ 85 млн. Среди причин коммерческой неудачи фильма критики называют типичный для японских аниме сюжет, который будет интересен только поклонникам жанра; одновременно с этим — непривычный для зрителей формат анимационного фильма, позиционируемого как серьёзная фантастическая картина. Кроме того, многие поклонники одноимённой серии видеоигр были разочарованы фильмом, так как, несмотря на название, ничего общего с игрой он не имел.

## Саундтрек
| №   | Название                                            | Длительность |
| --- | --------------------------------------------------- | ------------ |
| 1.  | «The Spirits Within»                                | 2:05         |
| 2.  | «Race to Old New York»                              | 1:20         |
| 3.  | «The Phantom Plains»                                | 1:42         |
| 4.  | «Code Red»                                          | 2:05         |
| 5.  | «The Kiss»                                          | 4:14         |
| 6.  | «Entrada»                                           | 0:54         |
| 7.  | «Toccata and Dreamscapes»                           | 8:29         |
| 8.  | «Music for Dialogues»                               | 2:18         |
| 9.  | «Winged Serpant»                                    | 1:35         |
| 10. | «Zeus Cannon»                                       | 3:24         |
| 11. | «Flight to the Wasteland»                           | 5:56         |
| 12. | «A Child Recalled»                                  | 2:26         |
| 13. | «The Eighth Spirit»                                 | 0:51         |
| 14. | «Dead Rain»                                         | 1:51         |
| 15. | «Blue Light»                                        | 3:29         |
| 16. | «Adagio and Transfiguration»                        | 5:23         |
| 17. | «The Dream Within» (в исполнении Лары Фабиан)       | 4:44         |
| 18. | «Spirit Dreams Inside» (в исполнении L'Arc-en-Ciel) | 3:44         |